# Lockheed X-7

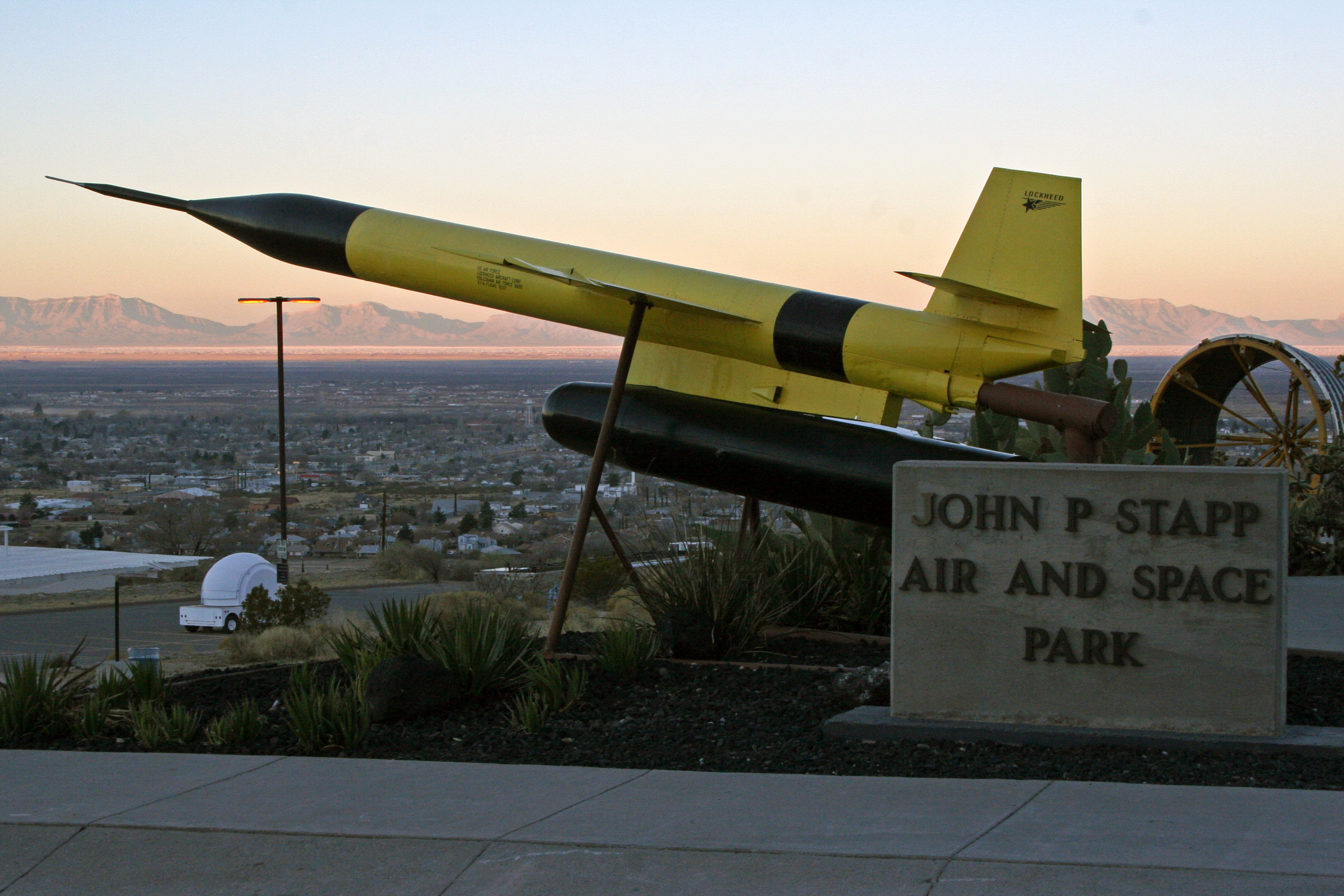
Lockheed X-7 vystavený na veřejném místě v Novém Mexiku

Lockheed X-7 (přezdívaný „Flying Stove Pipe“) byl americký bezpilotní zkušební prostředek pro zkoušení náporových motorů a k testování navádění raket. X-7 byl použit jako základ pro pozdější Lockheed AQM-60 Kingfisher, který se používal k testování americké protivzdušné obrany proti jadernému raketovému útoku.

## Počátky vývoje
Vývoj Kingfisheru byl zahájen v prosinci 1946. X-7 byl vyroben na požadavek Letectva Spojených států amerických, které chtěly vyvinout bezpilotní testovací letadla s ramjetem a maximální rychlostí alespoň Mach 3 (1 980 mph; 3 187 km/h) .
Projekt X-7 byl vyvinut pod označením AMC MX-883 a v interním označení Lockheedu pod označením L-171. L-171 byl původně označen USAF jako PTV-A-1, ale v roce 1951 bylo jeho označení změněno jako X-7. Navzdory tomu, že jeho první spuštění bylo neúspěšné, po dalším vývoji původního ramjetu byly následující zkušební lety úspěšné.  Od dubna roku 1951 do července 1960 bylo provedeno celkem 130 letů X-7. 

## Účel

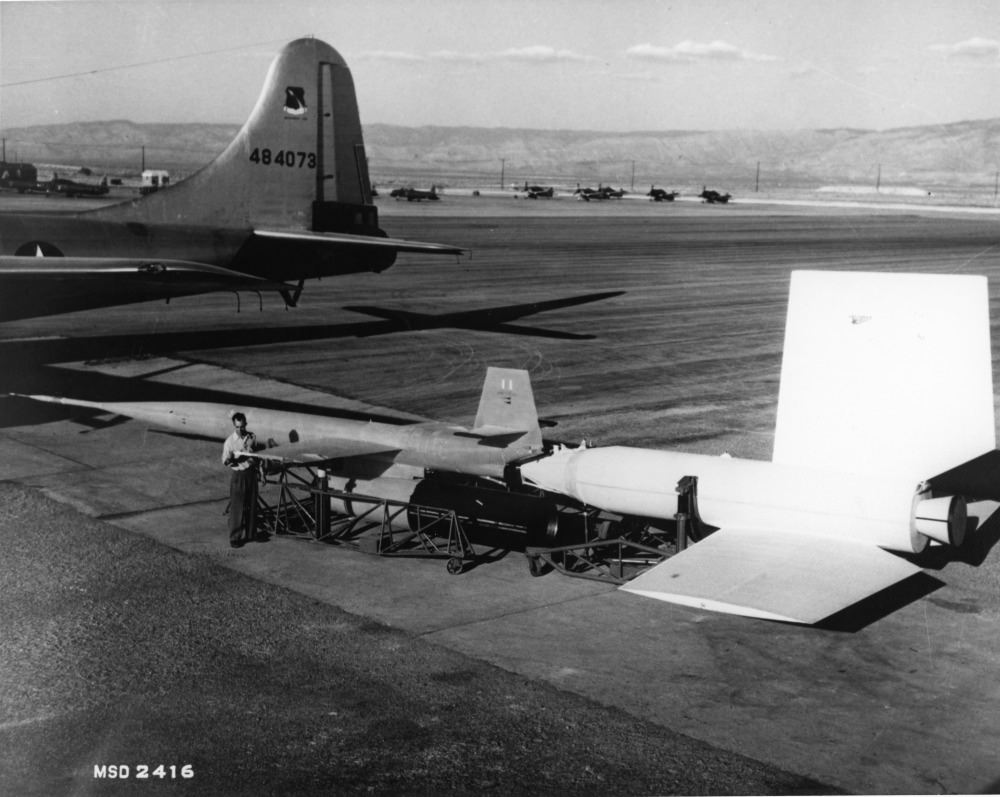
Lockheed X-7A-1 se připravuje na nakládku a zkušební let. Bílá část je urychlovací stupeň. (V pozadí je vidět B-50)

X-7 položil základy pro AQM-60 Kingfisher. X-7 byl testovací platformou pro několik projektů a prošel mnoha změnami konstrukce, aby se lépe přizpůsobil požadovaným vlastnostem. Kingfisher byl využit pro testování raket země-vzduch. Při testech byly použity rakety SAM-A-7/MIM-3 Nike Ajax, SAM-A-25/MIM-14 Nike Hercules a IM-99/CIM-10 Bomarc. Během testování raket protivzdušné obrany překonal letoun X-7 rakety a bylo dosaženo velmi malého počtu zásahů.  Kvůli tlakům a požadavkům kladeným na armádu byl projekt X-7 ukončen v polovině 60. let.
Kromě zkoušek raket typu země-vzduch byl projekt X-7 také použit k testování komunikačních zařízení, testování aerodynamiky, pomocných raket, termodynamiky a padáků. 

## Konstrukce
X-7 byl vyroben z oceli, na rozdíl od jeho nástupců, jako jsou A-12 a YF-12, které používaly titan. Letoun měl křídla vyrobená z nerezové oceli, na trup byla použita slitina niklu. Použití oceli bylo vynucené tím, že v té době běžně používaný hliník pro letecké konstrukce nezvládal odolávat vysokým teplotám, které vznikaly kvůli působení tření během nadzvukových letů, až v pozdějších letech se začal v konstrukcích nadzvukových letadel používat titan.
Motory vyvinuté pro X-7/AQM-60 byly zkonstruovány na let po krátkou dobu, aby se otestoval jejich návrh pro CIM-10 Bomarc. Byly přepracovány s použitím vhodnějších materiálů, tak aby mohly být použity na nadzvukovém dronu Lockheed D-21 vypouštěném z ocasní části Lockheed SR-71 Blackbird nebo zpod křídla Boeingu B-52 Stratofortress.

## Start a přistání X-7

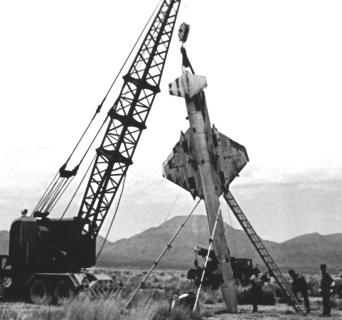
Lockheed X-7 zabořený nosem do pouště

X-7 byl vypouštěn po dosažení rychlosti pro uvolnění ze spodní strany nosného letadla B-29 nebo B-50. Po odhozu se letoun díky vlastnímu pohonu urychlil až na maximální rychlost 1600 km/h, později byl přepracován tak, aby dosahoval rychlosti Mach 4,3 (2 905,1 mph; 4 675,3 km/h).
Metoda návratu raketového letadla X-7 byla poměrně jednoduchá. Poté, co proudový motor vyčerpal zásoby paliva, byl vypuštěn několikanásobný padák, který zpomalil sestup směrem k pouštnímu povrchu. Jakmile dosáhl povrchu, dlouhá kovová tyč na nosu letounu se zabořila do země, Tak bylo letadlo udrženo ve vzpřímené poloze, čímž se zabránilo poškození struktury X-7. V roce 1954 prošla upravená X-7 většími změnami a byla přejmenována na X-7A-3. Tvar křídla byl změněn a X-7 byly přidány dva menší urychlovací stupně; jeden pod každým křídlem.

## Zachovalé letouny
- X-7 je vystaven v muzeu bezpilotních letadel v Caddo Mills v Texasu.[6]

X-7A k vidění v Leteckém bezpilotním muzeu

## Specifikace (X-7A-1)

### Technické údaje
- Osádka: 0
- Délka: 9,98 m
- Rozpětí: 3,7 m
- Výška: 2,1 m
- Průměr: 510 mm
- Hmotnost: 3600 kg
- Pohonná jednotka: 1 × náporový motor
- Urychlovací stupeň: 1¸× raketový motor na tuhá paliva Alleghany Ballistics Lab. X202-C3; tah 467 kN po dobu 4 sekund.

### Výkony
- Rychlost: 4500 km/h (maximální rychlost: Mach 4,31 (4702,1 km/h)[2]
- Dostup: 32 000 m (106 000 stop)
- Dolet: 210 km

## Specifikace (X-7A-3)

### Technické údaje
- Osádka: 0
- Délka: 11 m
- Rozpětí: 3 m
- Výška: 2,1 m
- Průměr: 510 mm
- Hmotnost: 3600 kg
- Pohonná jednotka: 1 × náporový motor
- Urychlovací stupeň: 2 × raketový motor na tuhá paliva Thiokol XM45 (5KS50000)  o tahu 222 kN (50000 lb) (X-7A-3/XQ-5)

### Výkony
- Rychlost: 4500 km/h
- Dostup: 32 000 m (106 000 stop)
- Dolet: 210 km